# Штепа Іван
Іва́н Ште́па (*? — † бл. 1684) — полковник Корсунського полку, засновник селища Краснокутськ Харківської області.

## Біографія
У 1651 році, після битви під Берестечком, група переселенців з Задніпрянщини та козаки Корсунського полку під проводом полковника Івана Штепи оселилися під захистом лісів на пагорбах вздовж річки Мерла. Ця дата вважається датою заснування Краснокутська. Уже в наступному році — був добудований острог, а в 1657 році Красний Кут став укріпленою фортецею, яка активно протистояла нападам турко-татарських загонів.
Збереглися такі документальні свідчення про заснування Краснокутська:

| «... У 1651 році вихідці із Корсуня оселились в балках Краснокутських, під захистом лісів; в 1654 році облаштовані окопи, а в 1666 році засновано укріплення на узвишші поміж двох глибоких дефилів, з двором для воєводи, це в 60 сажнях від того укріплення, яке облаштували пізніше. Залишки древнього ще було видно в 1780 році». Оригінальний текст (рос.) «... В 1651 году выходцы из Корсуня поселились по оврагам Краснокутским, под защитой лесов; в 1654 году устроены окопы, а в 1666 году основано укрепление на возвышенном месте между двух глубоких дефилей, с двором для воеводы,это в 60 саженях от той крепости, которая устроена позже. Остатки древнейшей еще видны были в 1780 году»[1]. |
Відомо, що Іван Штепа їздив в Охтирку і просив місцевого полковника Івана Перехрестова приєднати Красний Кут до Охтирського полку. Той дав згоду, у Красному Куті була створена сотня козаків, яка отримала всю необхідну атрибутику, а козаки — відповідні ранги. Сам Іван Штепа з кожним роком слабшав — через рану, яку отримав в битві. За версту від фортеці він побудував за свій кошт невеликий дерев'яний монастир, у який в 1680 році пішов ігуменом Іоанникієм, передавши керівництво сотнею полковнику Маньковському.
Помер Іван Штепа приблизно в 1684 році. В монастирі, який назвали на честь святих Петра і Павла Петропавлівським, ігуменом став його син Матвій, який назвався Мартиніаном. Громада ченців відразу ж взяла 25 десятин землі, почала зміцнювати захисні споруди. Рили печери, за зразками київських — ближні і дальні, будували чернечі келії.
Яка подальша доля сина Штепи — невідомо. Він був неодружений і нащадків у нього не було. За іншими даними, він мав двох синів — Андрія і Мартіна, яких доручив Краснокутському протоієрею Петру Еремєєву, бездітному, разом зі своїм маєтком, з тим, щоб той зберіг для них маєток як спадок.
Монастир до наших днів не зберігся. Уціліли столітні дерева тих часів і місцями — підземні ходи. Деякі дослідники припускають, що довжина лабіринтів сягала 18 км і вони тягнуться аж до сусіднього села Глобівка. Мощені печери жовтою цеглою на міцному розчині. Монахи до вапна додавали білок гусячих та качиних яєць, що збирали в довколишніх очеретах. Цеглу клали прямо на глину печер. Кладка уціліла краще, якби свого часу люди у деяких місцях не розібрали її. Згодом частина ходів обвалилися, сховавши підземну церкву, яка, згідно з легендами, там була. 
Входи до двох печер з місцями відновленою кладкою (її реставрували у 80-х) нині відкриті для туристів, які відвідують Краснокутський дендропарк.